# Succinea quadrasi
Succinea quadrasi é uma espécie de gastrópode  da família Succineidae.
É endémica de Guam.